# Caj Westerberg
Caj Torsten Westerberg, född 14 juni 1946 i Borgå, är en finländsk diktare och översättare.
Westerberg debuterade med diktsamlingen Onnellisesti valittaen år 1967. Som tvåspråkig (finska och svenska) har han mestadels skrivit sin produktion på finska men utgav sina första diktsamlingar på svenska 2017. Som diktare har han jämförts med Rabbe Enckell.
Westerberg uppskattas som översättare av Gunnar Ekelöf, Tomas Tranströmer och Tua Forsström med flera. Han har tilldelats finska statens litteraturpris både som författare och som översättare, samt fått andra prestigefylla belöningar (som Eino Leino-priset och Mikael Agricola-priset, samt Översättarbjörnen 1994 och 2012).
Caj Westerbergs son Paavo Westerberg (1973–)  är skådespelare och författare.

## Verk
- Onnellisesti valittaen, 1967
- Runous, 1968
- En minä ole ainoa kerta, 1969
- Uponnut Venetsia, 1972
- Äänesi, 1974
- Kallista on ja halvalla menee, 1975
- Reviirilaulu, 1978
- Elämän puu, 1981
- Kirkas nimetön yö, 1985
- Toteutumattomat kaupungit: Runoja 1967–1985, 1987
- Että näkyisi valona vedessä, 1991
- Läikehtien rientävät pilvinä kivet, 1992
- Ataraksia, 2003
- Yönmusta, sileä, 2011
- En den klaraste klang, 2017
- Mörker och ljung, 2017

### Uppslagsverk
- Westerberg, Caj i Uppslagsverket Finland (webbupplaga, 2012). CC-BY-SA 4.0